# 최대 절댓값 원리
복소해석학에서 최대 절댓값 원리(最大絶大-原理, 영어: maximum modulus principle) 또는 최대 절댓값 정리(最大絶大-定理)는 상수 함수가 아닌 정칙 함수의 절댓값이 극대점을 갖지 않는다는 정리이다.

## 정의
연결 열린집합 {\displaystyle D\subseteq \mathbb {C} }에 정의된 정칙 함수 {\displaystyle f\colon D\to \mathbb {C} }가 상수 함수가 아니라고 하자. 최대 절댓값 원리에 따르면, {\displaystyle |f|}는 극대점을 가지지 않는다. 즉, 임의의 {\displaystyle z\in D} 및 근방 {\displaystyle N\ni z}에 대하여,
{\displaystyle |f(z)|<\sup _{z'\in N\cap D}|f(z')|}
이다.:98-99, §3.4, 정리5
유계 연결 열린집합 {\displaystyle D\subseteq \mathbb {C} }에 정의된 연속 함수 {\displaystyle f\colon \operatorname {cl} D\to \mathbb {C} }가 {\displaystyle D}에서 정칙 함수이며, 상수 함수가 아니라고 하자. 그렇다면, {\displaystyle |f|}의 모든 최대점은 {\displaystyle D}의 경계점이다. 즉, 임의의 {\displaystyle z\in D}에 대하여,
{\displaystyle |f(z)|<\sup _{z'\in \partial D}|f(z')|}
이다. 이는 경계점이 아닌 최대점은 {\displaystyle D}에서의 극대점이기 때문이다.

## 증명

### 열린 사상 정리를 통한 증명
열린 사상 정리에 의하여,:99 임의의 {\displaystyle z\in D} 및 근방 {\displaystyle N\ni z}에 대하여, {\displaystyle f(N\cap D)}는 열린집합이므로, {\displaystyle f(z)}는 {\displaystyle f(N\cap D)}의 내부점이다. 따라서, {\displaystyle |f(z')|>|f(z)|}인 {\displaystyle z'\in N\cap D}가 존재한다. 즉, {\displaystyle |f(z)|}는 {\displaystyle N\cap D}에서의 최댓값이 아니다.

### 코시 적분 공식을 통한 증명
귀류법을 사용하여, {\displaystyle z\in D}가 근방 {\displaystyle N\ni z}에서 {\displaystyle |f|}의 최대점이라고 하자.:134-135
{\displaystyle \{w\in \mathbb {C} \colon |w-z|\leq r\}\subseteq N}
인 {\displaystyle r>0}을 취하자. 코시 적분 공식에 의하여
{\displaystyle f(z)={\frac {1}{2\pi }}\int _{0}^{2\pi }f(z+re^{i\theta })\mathrm {d} \theta }
이다. 만약
{\displaystyle |f(z)|>|f(z+re^{i\theta })|}
인 {\displaystyle \theta \in [0,2\pi )}가 존재한다면,
{\displaystyle |f(z)|\leq {\frac {1}{2\pi }}\int _{0}^{2\pi }|f(z+re^{i\theta })|\mathrm {d} \theta }
에 모순이므로, 임의의 {\displaystyle \theta \in [0,2\pi )}에 대하여,
{\displaystyle |f(z)|=|f(z+re^{i\theta })|}
이다. 이에 따라, {\displaystyle f}는 상수 함수이며, 이는 모순이다.

## 따름정리
최대 절댓값 원리는 다음과 같은 명제들을 증명하는 데 쓰인다.
- 대수학의 기본 정리
- 슈바르츠 보조정리
- 보렐-카라테오도리 정리

## 참고 문헌
1. 1 2  谭小江; 伍胜健 (2006년 2월). 《复变函数简明教程》. 北京大学数学教学系列丛书 (중국어). 北京: 北京大学出版社. ISBN 978-7-301-08530-1.
2. ↑  Ahlfors, Lars Valerian (1979). 《Complex analysis. An introduction to the theory of analytic functions of one complex variable》. International Series in Pure and Applied Mathematics (영어) 3판. 뉴욕: McGraw-Hill Book Company. ISBN 978-1-259-06482-1. MR 0510197. Zbl 0395.30001. IA complexanalysisi0000ahlf_v7n1.